# Jonval
Jonval é uma comuna francesa na região administrativa de Grande Leste, no departamento Ardenas. Estende-se por uma área de 2,5 km². Em 2010 a comuna tinha 102 habitantes (densidade: 40,8 hab./km²).